# International Music Score Library Project
International Music Score Library Project (Projecto Biblioteca Internacional de Partituras Musicais) (ou IMSLP, iniciais em inglês), também conhecido como Petrucci Music Library (Biblioteca Musical Petrucci) por Ottaviano Petrucci, é um projecto baseado na tecnologia wiki que tem como objectivo criar uma biblioteca virtual de partituras musicais de domínio público, embora também pretenda abarcar as obras de compositores contemporâneos que desejem partilhar as suas criações musicais livre e gratuitamente (ou seja, a partir de licenças de Creative Commons e cedendo os direitos pessoalmente).
O projecto começou a funcionar em 16 de fevereiro de 2006 e inclui mais de 42 000 partituras, de 19 000 obras, e de mais de 2500 compositores, pelo que é uma das maiores colecções de música de domínio público na Internet. O projecto usa o software MediaWiki.

## História

### Visão geral
O projecto começou a funcionar em 16 de fevereiro de 2006. A biblioteca é composta principalmente de arquivos digitalizados de antigas edições musicais sem direitos de autor. Além disso, admite partituras de compositores contemporâneos, que queiram partilhar a sua música sob licença Creative Commons. Um dos principais projectos do IMSLP foi a classificação e carregamento das obras completas de Johann Sebastian Bach procedentes do Bach Gesellschaft Ausgabe (1851-1899), una tarefa que se completou em 3 de novembro de 2008. Além das obras de Bach, conta com todas as obras de Frédéric Chopin, Johannes Brahms, Georg Friedrich Händel, uma grande parte das obras de Franz Liszt e muitos outros compositores.[carece de fontes?]
Além de proporcionar um depósito digital, o IMSLP oferece possibilidades como enciclopédia musicológica, já que contém diversas edições históricas de uma mesma composição e análise histórica e comentários musicológicos que acompanham as partituras.[carece de fontes?]
O IMSLP está oficialmente recomendado pelo MIT, que também o utiliza amplamente em alguns dos seus cursos OpenCourseWare. Foi sugerido como recurso bibliográfico por várias bibliotecas universitárias, como o Oberlin Conservatory of Music, Manhattan School of Music, Universidade de Stanford, Universidade McGill, Universidade Brown, Universidade de Maryland, Universidade de Washington, Universidade de Wisconsin-Madison, e foi apresentado como MERLOT (Multimedia Educational Resource for Learning and Online Teaching) por um professor membro.
Depois de um período de encerramento, o projecto recomeçou a funcionar em 30 de junho de 2008. Desde a sua reabertura, o IMSLP utiliza uma estrita política de direitos de autor, onde os ficheiros carregados ficam acessíveis apenas para a descarga depois de o estado dos direitos de autor dos ficheiros serem revistos pelos membros do pessoal.[carece de fontes?]